# Église Saint-Georges de Gelles
Pour les articles homonymes, voir Église Saint-Georges.
L'église Saint-Georges  est un édifice situé à Gelles, en France.

## Localisation
L'église est située sur le territoire de la commune de Gelles, dans le département du Puy-de-Dôme, en région Auvergne-Rhône-Alpes.

## Description
L'église date du XIIe siècle de plan allongé construite en moellons de granite et basalte. Le chevet circulaire est couvert par une voûte à croisée d'ogives, les baies sont romanes. La première travée et la chapelle sud sont couvertes de voûtes d'ogives alors que les trois dernières travées sont couvertes de voûtes en berceau brisé. Les arcs doubleaux de la première travée semblent avoir été réutilisés. La chapelle nord possède une voûte d'arêtes. Toiture à longs pans, pignon découvert, flèche polygonale, croupe ronde, appentis. Escalier dans-œuvre : escalier à vis en charpente ; escalier dans-œuvre : escalier tournant en charpente ; escalier hors-œuvre : escalier à vis sans jour en maçonnerie.

## Historique
La première mention de l'église remonte au 15 juin 1165, quand la bulle du pape Alexandre III reconnaît la possession de l'église à l'abbaye bénédictine de Saint-Alyre (Clermont). Quelques années plus tard, Aymon de Rochefort fait don, à cette même abbaye, de ses droits sur l'église, pour mettre fin à un conflit qui l'opposa à Saint-Alyre. De l'édifice primitif, il ne reste pratiquement rien, si ce n'est les murs, y compris les baies, du chœur dont la construction ne semble pas antérieure au XIIe siècle. Les trois dernières travées de la nef semblent avoir été édifiées un peu plus tard. Vers la fin du XIVe siècle ou au début du XVe siècle, la première travée de la nef est reconstruite, la chapelle latérale est également édifiée : elle appartient à la famille de Banson qui possède également un droit de sépulture dans l'église. En 1657, la confrérie de Notre-Dame du Rosaire décide de construire la chapelle latérale nord. Un clocher est édifié peu de temps après, en 1691, par Jacob Chardon, de la paroisse de Pontgibaud, ainsi que l'atteste l'inscription scellée dans le mur du clocher. L'église sera gravement endommagée le 18 juin 1739 dans l'incendie qui ravage le village de Gelles : le clocher et une partie de l'église ont subi de graves dégâts qui ne semblent cependant pas irréversibles : c'est peut-être à cette époque que sont reconstruites les voûtes des trois dernières travées. Une imposition exceptionnelle sur le rôle de la taille, prélevée en 1742 et 1743, permet de restaurer l'église. En 1928, un projet de restauration de l'église est rédigé par l'architecte Charles Marc. Il prévoit de remplacer les dalles de pierre de la couverture par des ardoises, le renforcement de l'extrados des voûtes et la reconstruction partielle de trois contreforts du mur nord ainsi que la réfection des parties en pierres de taille. Les travaux sont réalisés par François Giraudon, le procès verbal de réception définitive des travaux est signé le 25 novembre 1929. La flèche de l'église est complètement restaurée en 1995.
L'église est inscrite à l'inventaire général du patrimoine culturel.

## Galerie

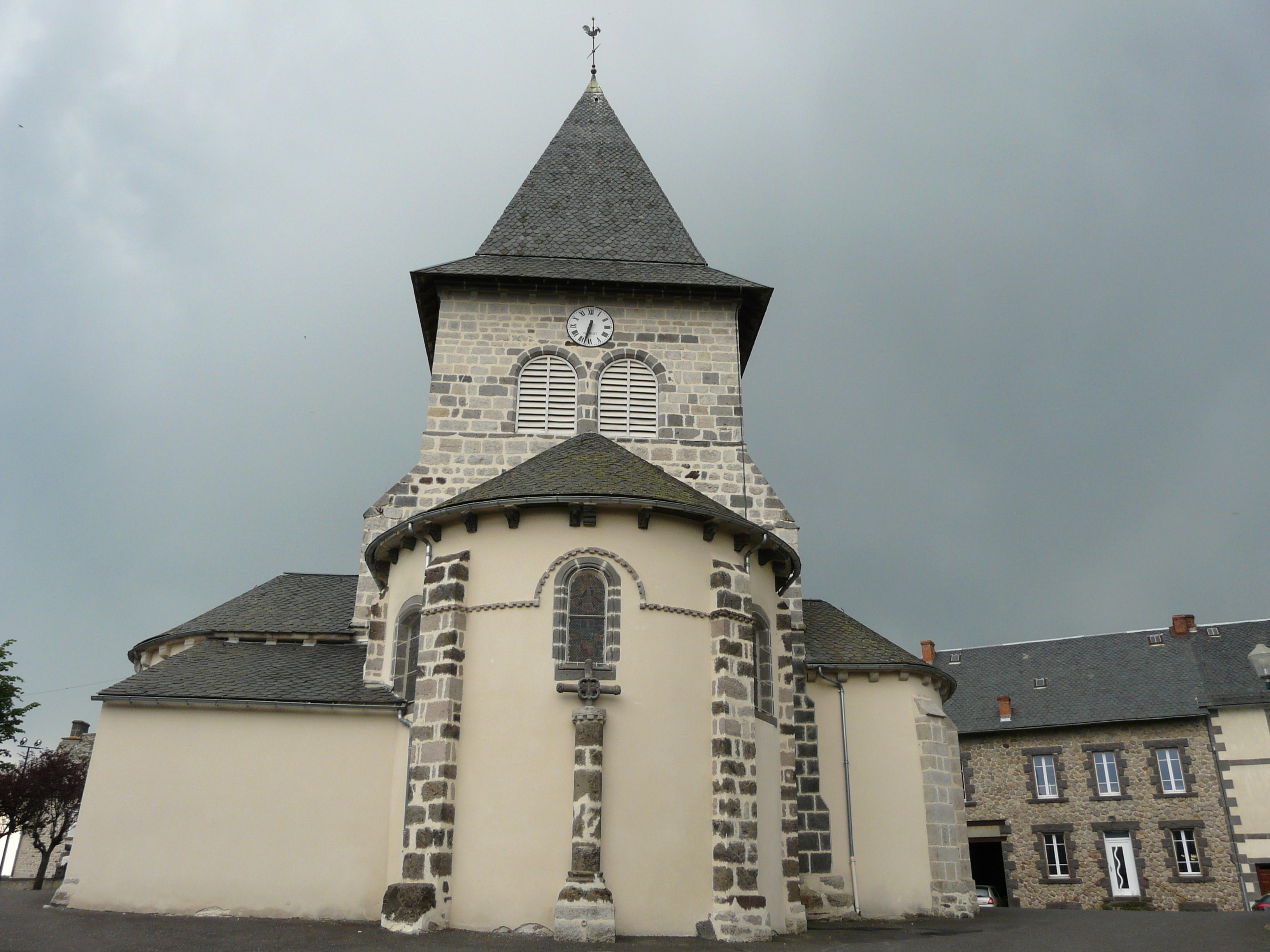
Le chevet de l'église Saint-Georges.
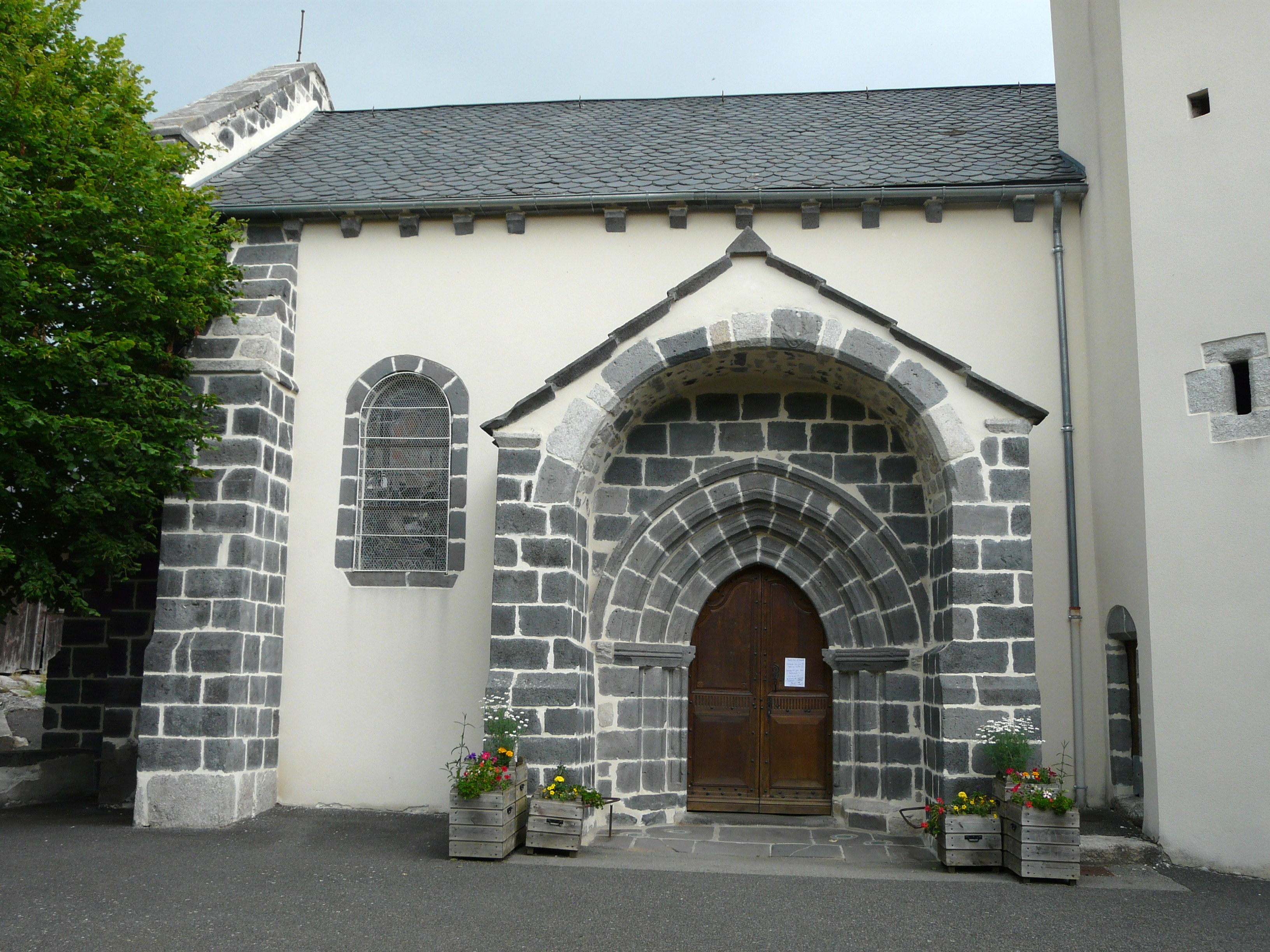
Le portail de l'église Saint-Georges.
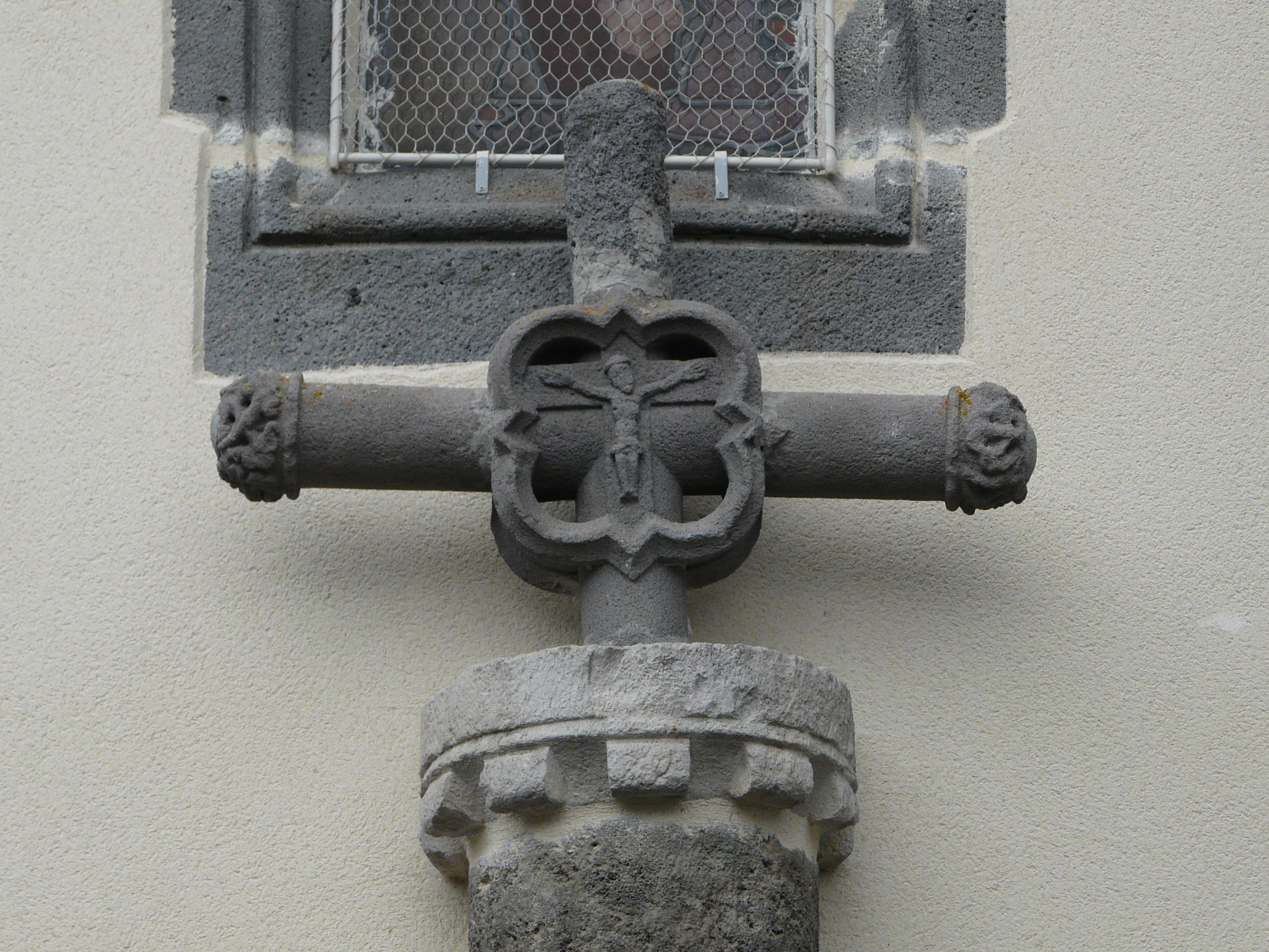
Croix de lave contre l'église Saint-Georges.
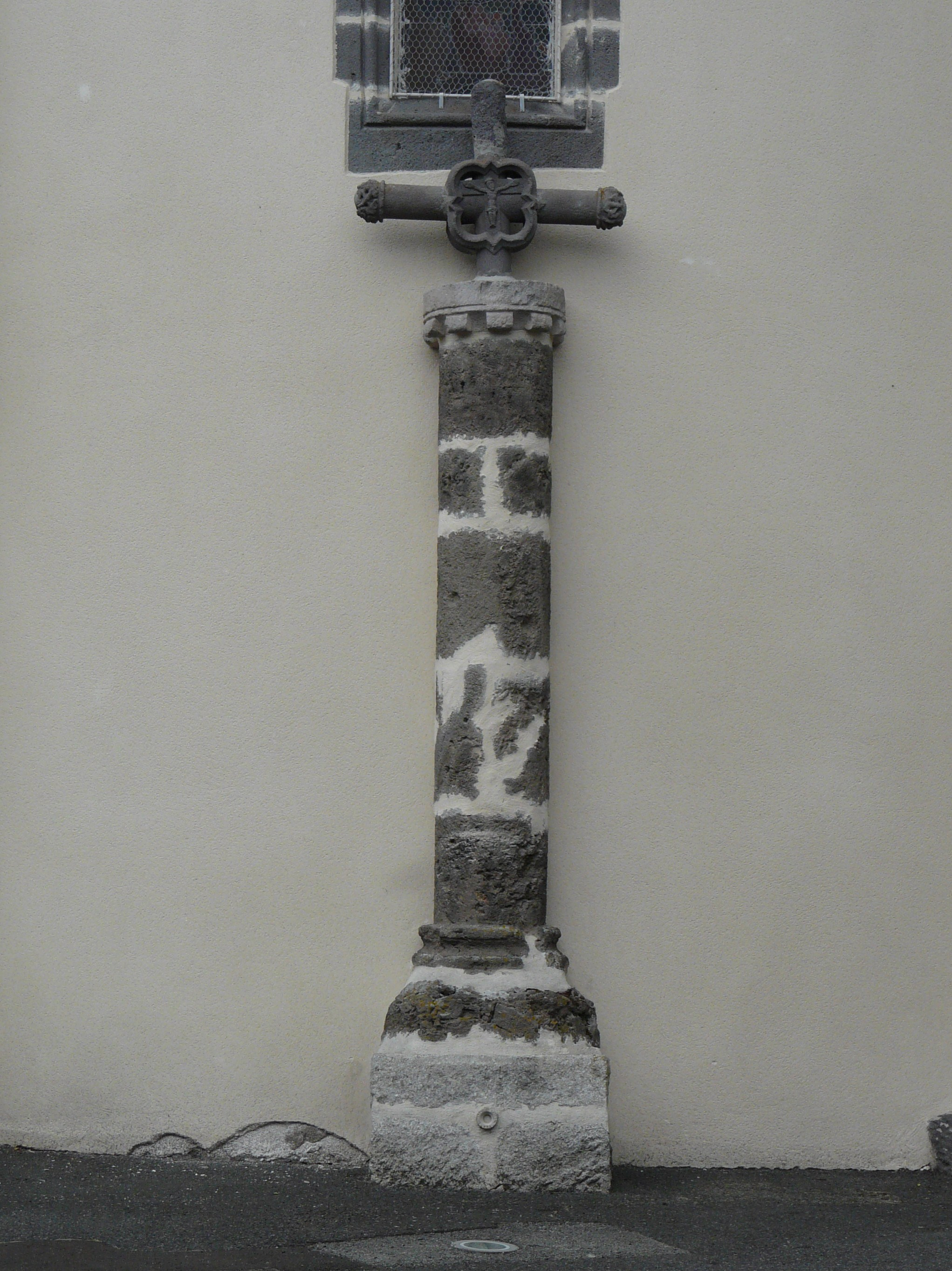
Croix de lave contre l'église Saint-Georges.